# دیوید کول
دیوید کول (انگلیسی: David Kool؛ زادهٔ ۲۳ سپتامبر ۱۹۸۷) بازیکن بسکتبال اهل ایالات متحده آمریکا است.